# بوبايز
بوبايز (بالإنجليزية: Popeyes)‏ هي سلسلة مطاعم أمريكية متخصصة في الدجاج المقلي،تم إنشائها في عام 1972 بمدينة نيو أورلينز ويقع مقرها الرئيسي في ميامي.لدى بوبايز 3،102 مطعم في الولايات المتحدة و30 دولة حول العالم. تدير الشركة 30 مطعم منهم بينما الباقي فرنشايز.